# 下田僚
下田 僚（しもだ りょう、1950年（昭和25年） - ）は日本の心理臨床家。中央大学文学部・同大学院文学研究科元教授。

## 来歴
新潟県長岡市出身。母方の血続きに「北越雪譜」や「秋山記行」などで知られる江戸時代後期の文人、鈴木牧之がいる。伯父下田一郎は大日本帝国海軍の軍人（海軍兵学校第66期・第三二一海軍航空隊月光夜間戦闘機隊飛行隊長・戦死） で、阿川弘之著「山本五十六」（新潮社）や豊田穣著「ミッドウェー戦記」（文芸春秋）、淵田美津雄・奥宮正武著「機動部隊奮戦す」（グーテンベルク21）等にもその名が登場する空戦の士であった。下田は新潟県立長岡高等学校に学んだ が、同校の前身である旧制県立長岡中学校は山本五十六（海軍兵学校第32期）と伯父一郎の母校でもある。１年次には、かつての伯父一郎と同じく柔道部に所属し、稽古の際に伯父の遺品である柔道衣を着用することを誇りとしていた。
長岡高校を卒業後、入学した国際基督教大学（ICU）では、文化とパーソナリティ研究で知られる星野命の下でロールシャッハ・テストの研究を行っている。大学時代の同期生に元国連大使の吉川元偉がいる（吉川とはICU入学前AFS年間留学プログラム第15期の同期生；入学後は共に柔道部に所属）。その後、同大学大学院に進学し、引き続き星野の下でロールシャッハ研究に携わる のと並行して、盲聾啞重複障害児の行動形成の研究で知られる梅津八三から心理学の理論的枠組みを、また日本にロジャーズ理論を導入したひとりである都留春夫からクライエント中心療法のアプローチを学んだ。この３人の心理学者との出逢いは下田の心理臨床家としてのアイデンティティ形成に深い影響を及ぼすこととなる。大学院時代の同期生には、国立特別支援教育総合研究所（旧国立特殊教育総合研究所）において梅津八三の研究を継承し発展させた中澤惠江（学校法人横浜訓盲学院元院長・全国盲ろう教育研究会初代会長）がいる。
ICU大学院教育学研究科博士前期課程修了後、法務省心理技官、開業心理臨床家等を経て、中央大学文学部・大学院文学研究科教授（2019年3月末まで在任）。臨床心理士。専攻は臨床心理学・犯罪非行心理学。人間の変化・成長の契機としての心理カウンセリング、心理療法等臨床心理面接の治療構造を研究の対象としている。心理臨床のオリエンテーションは折衷的乃至は統合的。ロジャーズのクライエント中心・人間中心アプローチをメタ理論に、アイヴィのマイクロカウンセリングをメタ技法に据えている が、認知行動的アプローチ、短期療法（ブリーフセラピー）アプローチ、さらには深層心理学やトランスパーソナル心理学的アプローチも含めた統合的かつ実践的なパラダイムを志向している。その志向はまた、いわゆるエビデンスを偏重する心理学とは一線を画し、個体の揺らぎに対応して組み立てられカスタマイズされたアプローチを重視する下田の基本的視座 を示すものである。なお、下田の折衷的乃至統合的な心理臨床アプローチについて、「一見するとリスキー」ともいえる「荒技」であるが、こうしたアプローチが下田の「真骨頂」であり、下田「だからこその荒技である」と捉える向きも見受けられる。「一見するとリスキー」な「荒技」が、実際は如何に心理学的な理論・方法論・説明モデルに基礎づけられていて、どのようにカスタマイズされたうえで臨床場面において適用され駆使されているかを下田自身は事例を通してつぶさに論じている。
これまで中央大学の他、放送大学、明星大学（大学院）、新潟薬科大学、新潟工業短期大学などにおいても教鞭を執る。また、専門領域に関連する社会貢献活動としては、Professional Juvenile Probation Officer of Texas Juvenile Probation Commission（Honorary certification;1985年-）、新潟市民病院倫理委員会委員（1996年-2005年）、社会福祉法人新潟いのちの電話評議員（1999年-2005年）、新潟市民病院地域医療支援委員会委員（2003年-2005年）などがある。

## 著書
単著
- うつ―「心の風邪」の実像と処方箋― 新生出版 2008年, ISBN 978-4-86128-895-1
- 実践カウンセリングの理論と方法―心の癒しと成長の希求に応える― ふきのとう書房 2005年, ISBN 4-434-07038-X

共著
- 心の科学―理論から現実社会へ―［第2版］ナカニシヤ出版 2017年, ISBN 978-4-7795-1143-1
- 認知心理学の冒険―認知心理学の視点から日常生活を捉える― ナカニシヤ出版 2013年, ISBN 978-4-7795-0768-7
- 心の科学―理論から現実社会へ― ナカニシヤ出版 2010年, ISBN 978-4-7795-0385-6
- こころのライブラリー（３）子どもたちのいま 星和書店 2001年, ISBN 4-7911-0446-3
- 法務省式人格目録の新追加尺度 法務省矯正局 1979年

分担執筆
- 新こころの日曜日 法研 2004年, ISBN 4-87954-508-2
- いつもこころに休日を―家族と自分を見つめる心理カウンセリング54― 成美堂出版 2000年, ISBN 4-415-00893-3

## 論文
学術論文（単著のみ掲載 ）
- 臨床心理面接の治療構造の探究―教育学論集への投稿を振り返る― 教育学論集 第61集 2019年, ISSN 0286-9373
- 臨床心理面接におけるクライエントからの贈り物に関する倫理的配慮 教育学論集 第58集 2016年, ISSN 0286-9373
- 臨床心理面接の料金に関する倫理的配慮 教育学論集 第57集 2015年, ISSN 0286-9373
- 臨床心理面接における料金の意味（２）―クライエント中心療法の視点― 教育学論集 第54集 2012年, ISSN 0286-9373
- 学校臨床場面における認知行動療法―クライエントのニーズに応じた援助の組み立て― 教育学論集 第53集 2011年, ISSN 0286-9373
- 臨床心理面接における料金の意味 教育学論集 第51集 2009年, ISSN 0286-9373
- 下田僚(2006), 「スピリチュアル・エマージェンスとしてのクンダリニーの覚醒をみた事例 : トランスパーソナル心理学からの知見を援用したカウンセリング」『こころの健康』 21巻 2号 2006年 p.54-61, ISSN 0912-6945, 日本精神衛生学会, doi:10.11383/kokoronokenkou1986.21.2_54
- 佐世保小学6年生女児殺害事件における加害女児の心理についての考察 司法福祉学研究 第5号 2005年, ISBN 978-4-87798-278-2

公刊論文（単著のみ掲載 ）
- 非行に走る子どもたちと表現教育―心理臨床パラダイムからの一考察― 季刊人間と教育 第62号 2009年, ISBN 978-4-8451-1128-2, ISSN 1343-7178
- 発達障害の受容に向けての支援を考える―スクールカウンセラーの経験を通して― 季刊教育法 第146号 2005年，ISSN 0913-1094
- 出席停止について考える 新潟県教育月報[27] 平成14年8月号, 新潟県教育委員会 2002年
- 子どもと学校は今―犯罪非行臨床の経験を踏まえて― 季刊心理臨床 第9巻2号 1996年, ISSN 0916-4065
- スクールカウンセラーの心理臨床（新潟県・中学校）：自問自答の繰り返し こころの科学増刊 1996年，ISBN 4-535-90407-3
- アメリカ合衆国における行刑の現状―若干の統計と受刑者分類制度の概況― 刑政 第95巻4号 1984年, ISSN 0287-4628
- 集団管理実践研究の指針 刑政 第93巻6号 1982年, ISSN 0287-4628

## 書評
- 見守られながら自らを表現する［中森孜郎・名執雅子編著（2008）よみがえれ少年院の少女たちー青葉女子学園の表現教育24年ー かもがわ出版］季刊人間と教育 第58号 2008年, ISBN 978-4-8451-1091-9, ISSN 1343-7178

## 解説
- 米国大学日本校は今… 季刊心理臨床 第7巻1号 1994年, ISSN 0916-4065
- 財団法人矯正福祉会とは 刑政 第98巻10号 1987年, ISSN 0287-4628
- 中国検察代表団の来日 刑政 第97巻6号 1986年, ISSN 0287-4628
- 世界の矯正・保護施設訪問（27）フレッド・C・ネレス学院 犯罪と非行 第63号 1985年, ISSN 0385-6518
- 世界の矯正・保護施設訪問（25）東テネシー収容センター 犯罪と非行 第61号 1984年, ISSN 0385-6518
- アメリカ行刑見聞記 犯罪と非行 第61号 1984年, ISSN 0385-6518

## 随筆
- 異文化との出会い（一）～（三）新潟県教育月報[27] 平成10年1～3月号 新潟県教育委員会 1998年

## 翻訳
- マレーシアにおける薬物濫用対策（Current Situation of Drug Problems in Malaysia and Its Countermeasures by Peter Rogers）犯罪と非行 第74号 1987年, ISSN 0385-6518